# Ceratostylis crassilingua
Ceratostylis crassilingua är en orkidéart som beskrevs av Oakes Ames och Charles Schweinfurth. Ceratostylis crassilingua ingår i släktet Ceratostylis och familjen orkidéer. Inga underarter finns listade i Catalogue of Life.